# Slarang Kidul
Slarang Kidul is een bestuurslaag in het regentschap Tegal van de provincie Midden-Java, Indonesië. Slarang Kidul telt 4009 inwoners (volkstelling 2010).